# Михеев, Василий Васильевич
Васи́лий Васи́льевич Михе́ев (род. 16 апреля 1954, Москва) — российский экономист, доктор экономических наук (1992), академик РАН (2016). Руководитель научного направления Центра азиатско-тихоокеанских исследований, член Дирекции Института мировой экономики и международных отношений РАН.

## Биография
- 2019 — н. в. — член Дирекции ИМЭМО РАН
- 2009—2019 — заместитель директора ИМЭМО РАН
- 2007 — Почетный профессор Восточно-китайского Университета (Шанхай, КНР)
- 2005—2008 — заведующий Сектором экономики и политики Китая и Японии ИМЭМО РАН
- 1999 −2005 — заместитель директора ИДВ РАН
- 1998 — координатор по России программы научного сотрудничества в рамках исследовательских центров АТЭС (APEC Study Centers)
- 1996 −1999 — главный научный сотрудник Института Дальнего Востока РАН
- 1993—1996 — советник, руководитель внутриполитической группы Посольства России в Литве
- 1981—1984 — первый секретарь Посольства СССР в КНДР
- 1976—1981, 1984—1993 — научный сотрудник, старший научный сотрудник, ведущий научный сотрудник, заведующий сектором Института экономики мировой социалистической системы (Института международных экономических и политических исследований) РАН
- 2003 — член-корреспондент РАН
- 1992 — доктор экономических наук. Диссертация «Экономические модели развития социалистических и неоиндустриальных стран Азии»
- 1978 — кандидат экономических наук. Диссертация «Экономическое соревнование КНДР и Южной Кореи»
- 1976 — Московский государственный институт международных отношений МИД СССР

## Область исследований
- глобализация и азиатский регионализм;
- интеграционные процессы в Восточной Азии и фактор России;
- экономика, политика, внешняя политика Китая, российско-китайские отношения;
- проблемы безопасности через сотрудничество и соразвитие в СВА;
- проблемы угроз, рисков и вызовов развитию Китая;
- пути урегулирования ситуации на Корейском полуострове;
- проблемы и перспективы развития ШОС;
- российско-японские отношения.

## Основные публикации
Общее число публикаций более 300, включая 6 индивидуальных и 45 коллективных монографий, опубликованных в России, США, Швейцарии, Германии,Италии, Франции, Южной Корее, Северной Корее, Вьетнаме, Монголии, Камбодже,Индии, Бангладеш, Пакистане, Китае, на Тайване, в Японии:
- Стратегический глобальный прогноз 2030. Расширенный вариант / под ред. акад. А. А. Дынкина. М., Магистр, 2011. Раздел I. Глобальное управление (2.8 а.л.) — соавтор. Раздел V. Центры и регионы мирового развития. Тихоокеанская Азия (1.0 а.л.) — соредактор и соавтор.
- Россия в полицентричном мире / под ред. А. А. Дынкина, Н. И. Ивановой. М., Весь Мир, 2011. Раздел 2.2. Китай (гл. 22-25) — руководитель раздела. Глава 22. Модификация моделей экономического и политического развития (0.7 а.л.)- соавтор. Глава 23. Проблема «ответственного» лидерства Китая в глобальной политике. Отношения с основными центрами силы (0.9 а.л.) — соавтор. Глава 24. Роль Китая в развитии региональных процессов: безопасность и сотрудничество (1.2 а.л.) — соавтор. Глава 25. Проблемы и перспективы российско-китайских отношений (1.2 а.л.) — соавтор.
- Китай-Япония. Стратегическое соперничество и партнерство в глобализирующемся мире. М., ИМЭМО, 2009.
- Восточноазиатская многополярность. Треугольник Россия — Китай — США. // МЭиМО, 2009, № 1.
- Перспективы отношений в треугольнике Россия-Китай-Казахстан в условиях глобального кризиса, «Состояние и перспективы взаимодействия России со странами ЦА и Закавказья» под ред. Г. Чуфрина, М.: ИМЭМО РАН, 2009.
- В ожидании «утренней свежести»: корейский бином. // МЭиМО, 2009, № 6.
- Мировой кризис как новые возможности для китайской экономики. М., Общество и экономика, 2009, № 6.
- Россия, Япония и Китай в ВА, в сборнике «Сотрудничество и соперничество в Евразии». М., МГИМО, 2009.
- Антикризисная политика в странах СВА, в сборнике «Мировой опыт антикризисной политики: уроки для России». М., ИМЭМО РАН, 2009.
- Характер отношений в треугольнике Россия — Китай — Казахстан, в монографии «Перспективы сотрудничества Казахстана и России в новых геополитических условиях». Алма-Ата, 2009.
- The Korean Problem: the Vision and Philosophy, in «Challenge and Response in North East Asia», R. of Korea, 2007—2008. (недоступная ссылка)
- Китай: угрозы, риски, вызовы развитию. М., Московский Центр Карнеги, 2005.
- Антиглобализм: партнер или радикал-противник. М., Фонд «Мосты Восток-Запад», 2004.
- Глобализация экономики Китая. М., Памятники исторической мысли, 2003.
- North East Asia Globalization (Regarding Russia, China and Korea). М., Памятники исторической мысли, 2003 (на англ. яз.).
- Глобализация и Азиатский регионализм. Вызовы для России. М., ИДВ РАН, 2001.
- Глобализация. Геоэкономический мировой порядок. Пакистан, 2000.
- Хомо-Интернэшнл. Теория общественного развития и международной безопасности в свете потребностей и интересов личности. М., ИДВ РАН, 1999.
- В поисках альтернативы. Азиатские модели развития: социалистические и новые индустриальные страны Азии. М.: Международные отношения, 1990.

Публикации в зарубежных изданиях:
- China — Japan: Strategic Cooperation and Competition in Globalizing World, 2009.
- The Korean Problem: The Vision and Philosophy, in «Multilateral Cooperation and Conflict Prevention in North East Asia: the European Experience and Beyond», South Korea, Jeju Institute for Peace, 2007.
- On the problem of diplomatic relations between South and North Korea. Newsweek Korea, 22 Sept. 2007, (in Korean).
- Prospects of East Asian Community and the role of China. Singapore, 2007.